# اللغات النورستانية
تشكل اللغات النورستانية، المعروفة أيضًا باسم اللغات الكافرية، إحدى المجموعات الثلاث داخل اللغات الهندية الإيرانية، إلى جانب مجموعتي اللغات الهندية الآرية واللغات الإيرانية الأكبر بكثير. يتحدث بهذه اللغات حوالي 130،000 شخص، معظمهم في شرق أفغانستان وبعض الوديان المجاورة في تشيترال بمقاطعة خيبر بختونخوا الباكستانية. تقع المنطقة التي يسكنها النورستانيون في جبال هندوكوش الجنوبية، وتصب فيها أنهار آلينغار غربًا وبيتش وسين لنداي وكونار شرقًا. بشكل أوسع، تقع منطقة نورستان (أو كافرستان سابقًا) عند التقاطع الشمالي بين شبه القارة الهندية والهضبة الإيرانية. صُنّفت هذه اللغات سابقًا ضمن المجموعة الهندية الآرية (الفرع الداردي) أو الإيرانية، حتى تم تصنيفها أخيرًا كفرع مستقل ضمن المجموعة الهندية الإيرانية.

## اللغات
- الشمالية:

```
** كامكاتا-فاري (بشغالي، وتشمل لهجة كاتا ولهجة كامفيري ولهجة شيخاني ولهجة مومفيري) - 40،000 متكلم
```

- - واسي-واري (براسوني) - 8،000 متكلم
- الجنوبية:
  - أسكونو (أشكون) - 40،000 متكلم
  - كالاشا-آلا (وايغالي) - 12،000 متكلم
  - تريغامي (غامبيري) - 3500 متكلم
  - زيمياكي - 500 متكلم

## التاريخ
غير واضحة بدايات ما قبل التاريخ للغات النورستانية، باستثناء أنها تنتمي بوضوح إلى المجموعة الهندية الإيرانية. ومع ذلك، كان تصنيفها داخل الهندية الإيرانية محل نقاش حتى أسفرت الأبحاث الحديثة عن تحديد موقعها كفرع ثالث مستقل عن الهندية الآرية أو الإيرانية، على الرغم من تأثير هندي آري واضح داخل اللغات النورستانية، مما يشير إلى اتصال طويل الأمد. وفقًا لجاكوب هالفمان (2023)، ربما كانت اللغة النورستانية على اتصال مع اللغة البلخية في الألفية الأولى.
لم يتم وصف اللغات النورستانية في الأدب حتى القرن التاسع عشر. كان الاسم القديم للمنطقة كافرستان وكانت اللغات تُسمى كافرية أو كافرستانية، لكن تم استبدال هذه المصطلحات بالحالية منذ إسلام المنطقة عام 1896. يرتبط شعب الكالاش ارتباطًا وثيقًا بالشعب النورستاني من حيث الثقافة والدين التاريخي، وينقسم بين متحدثي اللغة النورستانية كالاشا-آلا واللغة الهندية الآرية كالاشا-مون.
تتحدث بهذه اللغات قبائل جبلية معزولة تمامًا في جبال هندوكوش، ولم تخضع المنطقة أبدًا لأي سلطة مركزية حقيقية في العصر الحديث. تقع هذه المنطقة على الحدود الشمالية الشرقية لأفغانستان الحالية وأجزاء مجاورة من شمال غرب باكستان الحالية. لم تحظ هذه اللغات بالاهتمام الذي يود علماء اللغة إعطائه لها. بالنظر إلى العدد الصغير جدًا المقدر للمتحدثين بها، يجب اعتبارها من اللغات المهددة بالانقراض.
العديد من النورستانيين يتحدثون الآن لغات أخرى مثل الداري والبشتو (اللغتان الرسميتان في أفغانستان) والخوار.
قد يشير أقرب انشقاق للغة النورستانية عن بقية اللغات الهندية الإيرانية إلى حقيقة أن قانون الروكي لا ينطبق بعد *u: على سبيل المثال، كامفيري musa ‎/muˈsɘ/‏ "فأر".
تشترك اللغة النورستانية مع الإيرانية في اندماج الصوائت المهموسة والمجهورة، والحفاظ على التمييز بين مجموعتي الصوامت الحنكية المجهورة في اللغة الهندية الإيرانية البدائية (اللتان اندمجتا في الهندية الآرية)، وتحويل الصوامت الحنكية الأساسية في اللغة الهندية الإيرانية البدائية إلى الأمام. حُفظ الأخيرة كصوائت متوسطة أسنانية في اللغة النورستانية البدائية، على النقيض من التبسيط إلى صفيريات (في معظم الإيرانية) أو أسنانية (في الفارسية). تتميز اللغة النورستانية بعدم وجود إبطاء ‎/s/‏ إلى ‎/h/‏ كما في اللغة الهندية الآرية. في وقت لاحق تحول ‎/*d͡z/‏ إلى ‎/z/‏ في جميع اللهجات النورستانية باستثناء كامفيري وتريغامي، في حين تحول ‎/*t͡s/‏ إلى ‎/s/‏ فقط في أشكون.
لدى العديد من اللغات النورستانية ترتيب كلمة فاعل-مفعول-فعل (SOV) ، مثل معظم اللغات الهندية الإيرانية الأخرى، وعلى العكس من اللغة الداردية الكشميرية القريبة، والتي لديها ترتيب الفعل الثاني.

## وصلات خارجية
- صفحة ريكو وجون عن الكلاشا
- قائمة مقارنة للمفردات الهندية/الأردية-الإنجليزية-الكلاشا-الخوار-النورستانية-البشتو
- موقع ريتشارد ستراند عن نورستان هذا الموقع هو المصدر الرئيسي حول لغويات وإثنوغرافيا نورستان والمناطق المجاورة، جُمعت وحُللت على مدار الأربعين عامًا الماضية من قبل العالم الرائد في مجال نورستان.